# Петар Гбурчик
Петар Гбурчик је био српски научник и професор метеорологије на Универзитету у Београду. Петар Гбурчик је аутор првих математичких модела нумеричке прогнозе времена који су оперативно коришћени у метеоролошкој служби Југославије од 1970. до 1977. У том периоду је почео и са радом на моделирању атмосферске дифузије аеро-загађења, па је креирао први модел просторне расподеле аеро-загађења у тадашњој Југославији. Добијена просторна расподела је коришћена за израду урбанистичког плана Панчева. За актуелна истраживања тродимензионалне расподеле енергије ветра (на територији Београда и Србије) примењивао је интеграцију класичних модела са технологијом ГИС.
Посебно подручје активности били су му намерни и ненамерни утицаји на климу и одрживи развој. Ови утицаји, због немогућности контроле атмосферских процеса, ремете природну равнотежу, дестабилизују климатски систем и доводе до друштвено-економских штета. Гбурчик је то доказао конкретним научним радовима.